# François de Troy
François de Troy (Tolosa, 1645 – Parigi, 21 novembre 1730) è stato un pittore francese.

## Biografia

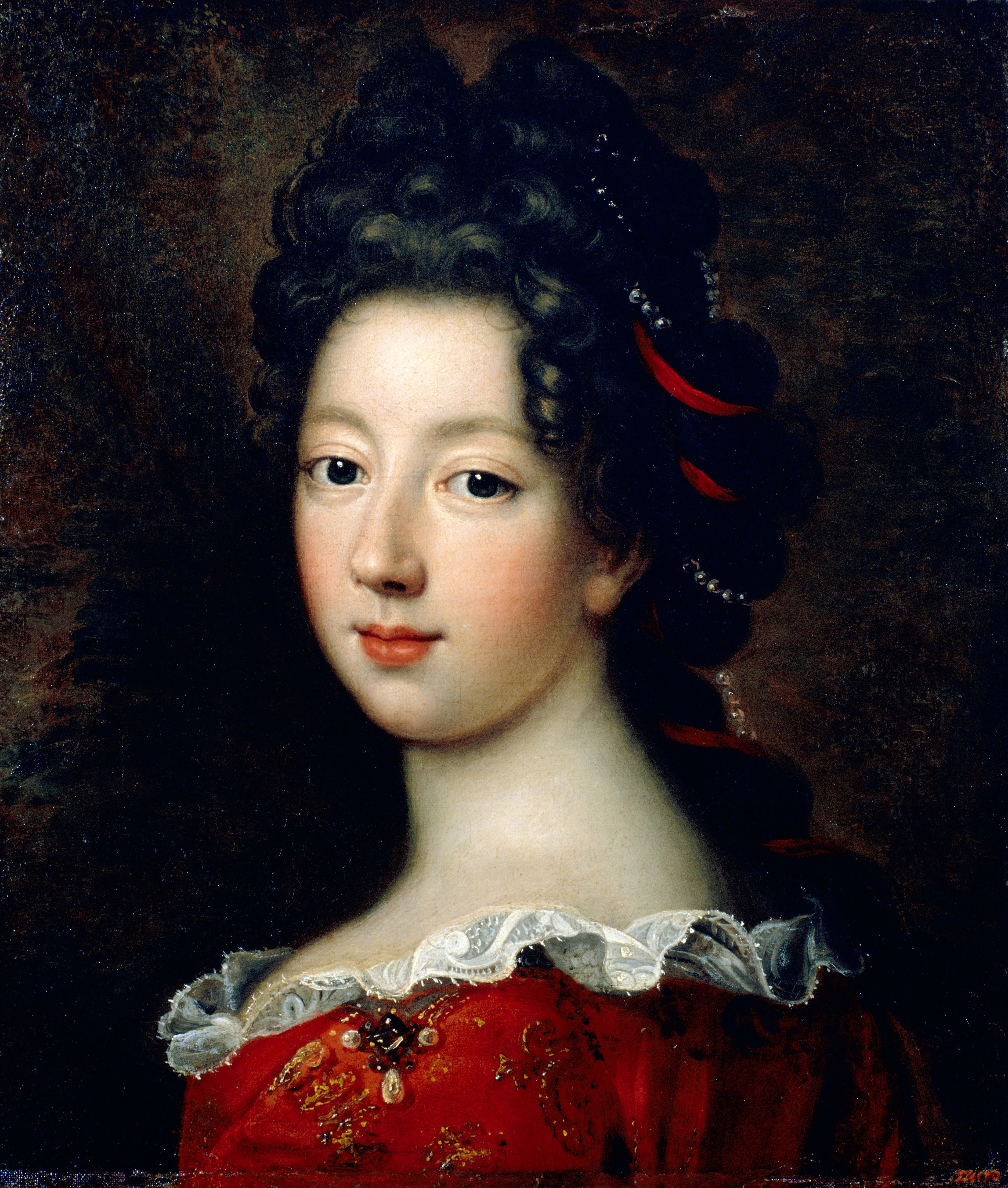
Ritratto di Louise Françoise de Bourbon

Appartenente ad una famiglia di artisti, Troy nacque a Tolosa, nel sud della Francia, figlio del pittore Nicolas de Troy, fratello di Jean de Troy e padre di Jean-François de Troy (1679-1752) che fu anche suo allievo.
Poco dopo il 1662 si trasferì a Parigi per studiare da ritrattista sotto la guida di Claude Lefèbvre (1633-1675) e di Nicolas-Pierre Loir (1624-1679).
Nel 1669 François sposò Jeanne Cotelle, cognata del suo maestro Nicolas-Pierre Loir.
Nel 1671, poi, divenne socio procuratore dell'Accademia reale di Pittura e Scultura che, tre anni dopo, lo accolse come membro effettivo in qualità di pittore storico, grazie anche alla sua tela dal titolo: "Mercurio che decapita Argo".
I suoi primi lavori comprendono molte tappezzerie e arazzi per Madame de Montespan, una delle principali amanti del re Luigi XIV, nonché tele a soggetto mitologico e religioso. Nel 1670 divenne amico di Roger de Piles, pittore, incisore, critico d'arte e diplomatico, che lo introdusse alla pittura olandese e fiamminga. Ma, dopo la morte di Claude Lefèbvre avvenuta nel 1675, Troy cambiò decisamente genere, per dedicarsi interamente ai ritratti. In questa veste egli ereditò la clientela e le commissioni di Lefèbvre, tanto che nel 1679 gli venne commissionato il ritratto dell'ambasciatore svedese Nils Bielke e nel 1680 quello di Maria Anna Vittoria di Baviera Delfina di Francia (1660-[1690), poco dopo il suo matrimonio con Luigi, Delfino di Francia ed erede al trono, e quindi, a seguire, i ritratti di molte altre personalità altolocate, fra le quali Luigi Augusto di Borbone e sua moglie Anna Luisa Benedetta di Borbone-Condé. Poté così lavorare con continuità negli ambienti di corte per ben quindici anni.
Fu nel 1690 che la sua fama indusse il re Giacomo II d'Inghilterra, in esilio a Saint-Germain-en-Laye, a nominarlo suo primo pittore. Avrà così anche l'occasione per divenire il maestro di Alexis Simon Belle.
Negli anni dal 1698 al 1701, periodo di pace fra Francia e Gran Bretagna, poté ritrarre James Francis Edward Stuart e sua sorella, la principessa Luisa Maria Teresa Stuart.

Troy era molto apprezzato per la sua abilità nel cogliere le espressioni più caratteristiche dei soggetti e, soprattutto, nel rendere più attraenti i volti femminili. Essendo l'unico pittore alla corte di Giacomo II, dovette farsi aiutare dal suo allievo Alexis Belle per realizzare tutti i ritratti che gli venivano commissionati.
Nel 1698 fu nominato professore all'Accademia reale e nel 1708 ne divenne il Direttore.
Troy fu anche un eccellente incisore. Fra le sue opere di questo genere vi è il disegno delle esequie di Maria Teresa d'Asburgo, moglie di Luigi XIV.  Furono suoi allievi André Bouys e John Closterman.
François de Troy morì a Parigi nel 1730, all'età di 85 anni.

## Opere principali
- Jules Hardouin-Mansart, - Castello di Versailles.
- Madame Franqueville e i suoi figli (presunto), 1712.
- Louis-François Le Fèvre de Caumartin, 1668. - Museo di Belle arti e Archeologia di Châlons-en-Champagne.
- Louise Bénédicte de Bourbon, duchessa du Maine, 1694. - Museo di Orléans.
- Uomo che gioca con un cane, - Museo di Tolone.
- La contessa di Brionne, 1697. -  Museo dell'Île-de-France a Sceaux.
- Anna Maria di Bosmelet, duchessa de la Force, 1714. - Museo di Rouen.
- Richard Talbot, 1690.
- Lady Mary Herbert, Viscontessa Montagu, nelle vesti di Diana, c. 1692.
- Jean de la Fontaine.
- Jules Hardouin-Mansart.
- Élisabeth Jacquet de La Guerre.
- Louisa Maria Stuart, 1705.
- Coppia nelle vesti di Venere e Paride, 1691.
- Louise Françoise de Bourbon

## Musei
In Francia
- Châlons-en-Champagne, Musée des beaux-arts et d'archéologie : Louis-François Lefèvre de Caumartin (1668)[1]
- Chantilly, Musée Condé : Angelo Constantini dans le rôle de Mézetin
- Orléans, Musée des beaux-arts : Portrait de Louise Bénédicte de Bourbon, duchesse du Maine (1694)
- Rouen, Musée des beaux-arts : Portrait d'Anne-Marie de Bosmelet, duchesse de la Force (1714)[2]
- Sceaux, Musée de l'Île-de-France : Portrait de la comtesse de Brionne (1697)
- Tolone, Museo d'arte di Tolone : Portrait d'homme jouant avec un chien
- Versailles, Château de Versailles : Jules-Hardouin-Mansart[3]

Nel Regno Unito
- Edimburgo, Galleria nazionale di Scozia : Prince James Francis Edward Stewart (1701), olio su tela,[4]

In Russia
- San Pietroburgo, Museo dell'Ermitage :
  - Portrait de Jeanne de Troy, femme de l'artiste (1704), olio su tela[5] · [6].
  - Apollo e Daphnée (1728),olio su tela[5] · [7].

## Galleria d'immagini

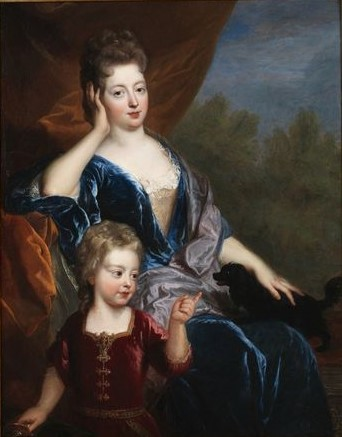
M.me de Brionne e il figlio Louis de Lorraine
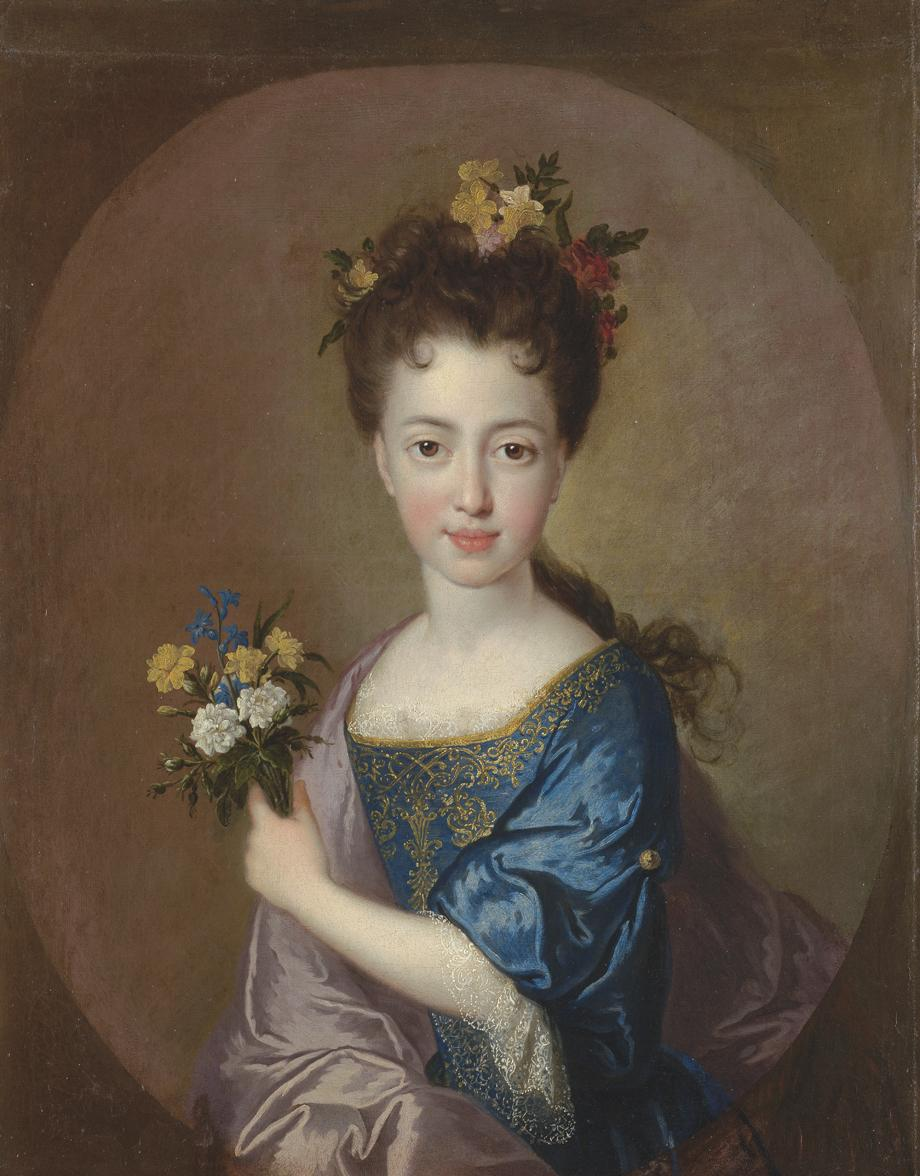
La principessa Luisa Maria Stuart, 1705.
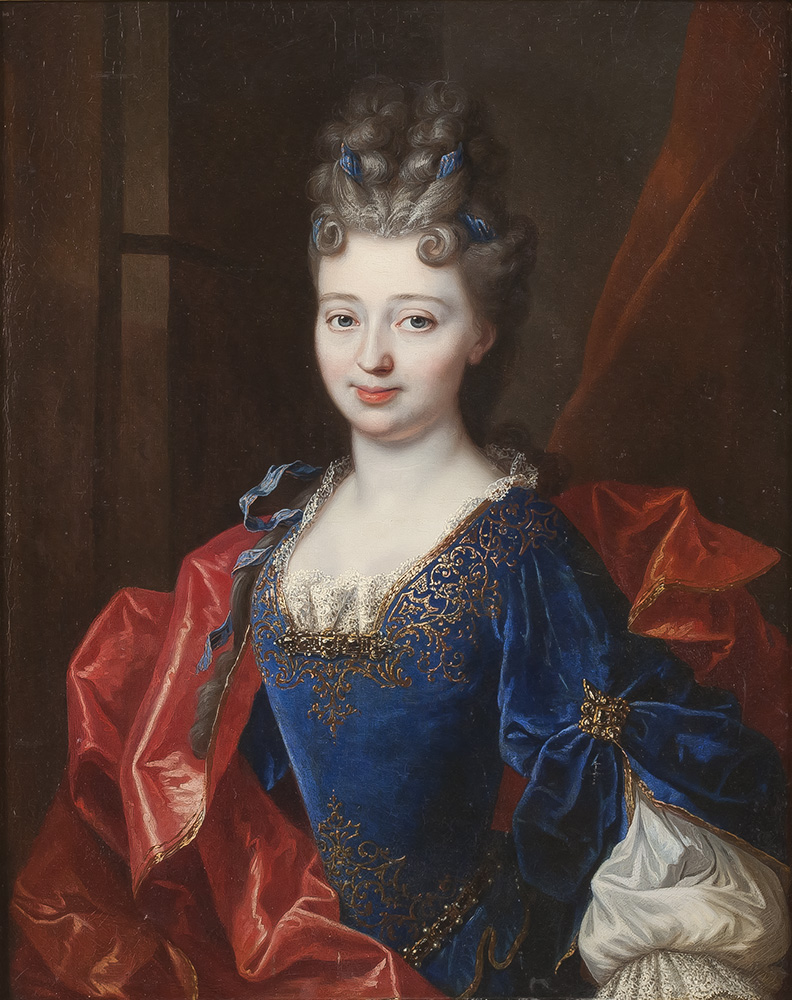
Francesca Maria di Borbone
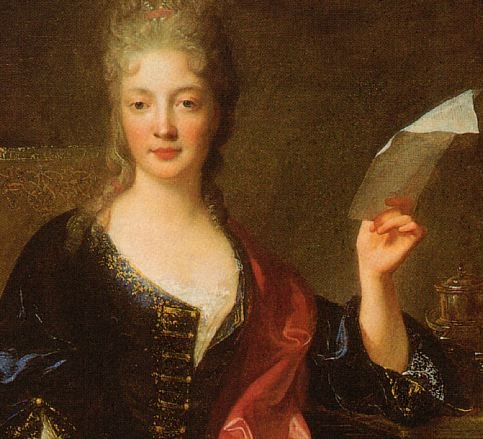
Elisabeth Jacquet de La Guerre
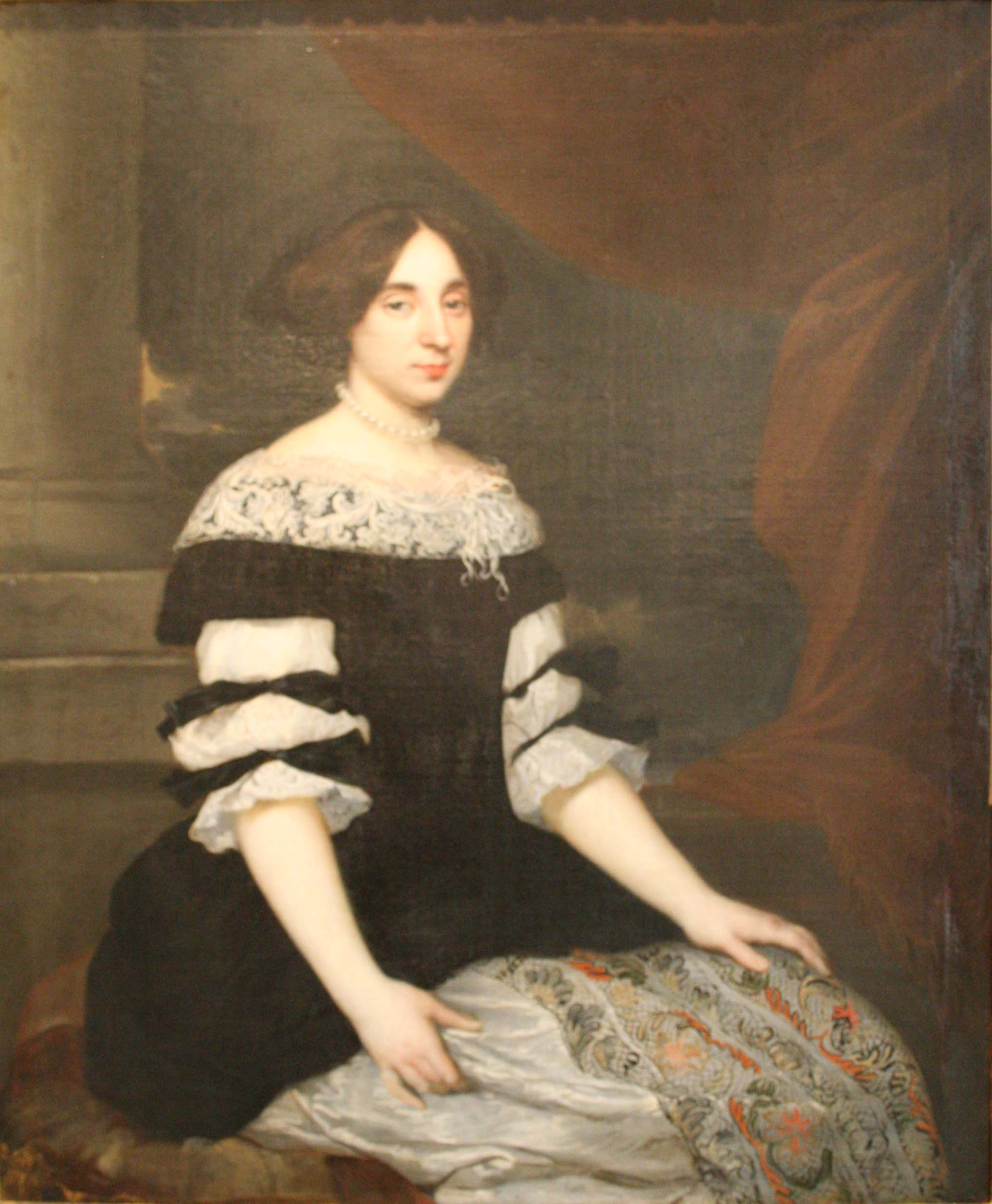
La Marchesa di Castries
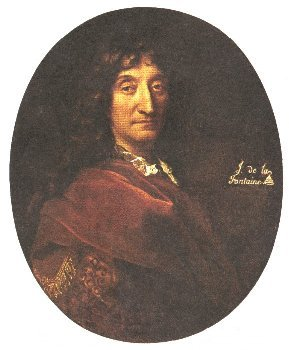
Jean de La Fontaine
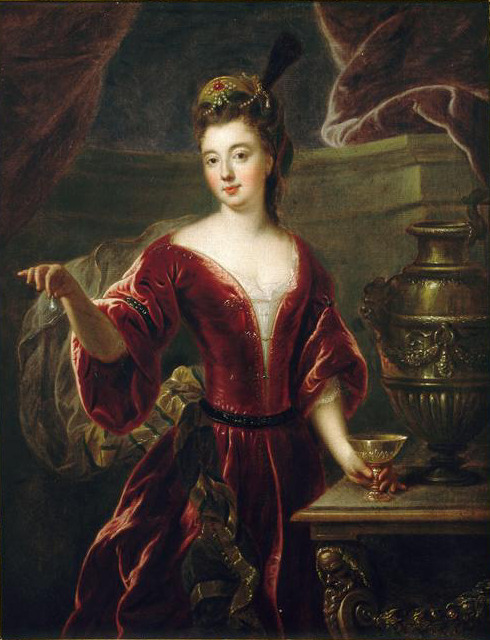
Louise-Françoise de Bourbon nelle vesti di Cleopatra
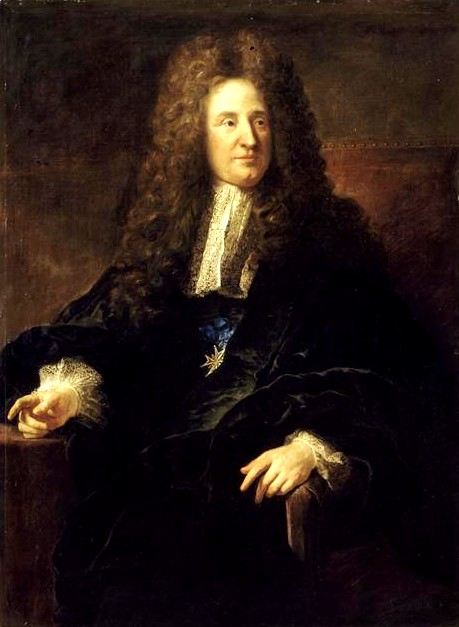
Jules Hardouin Mansart
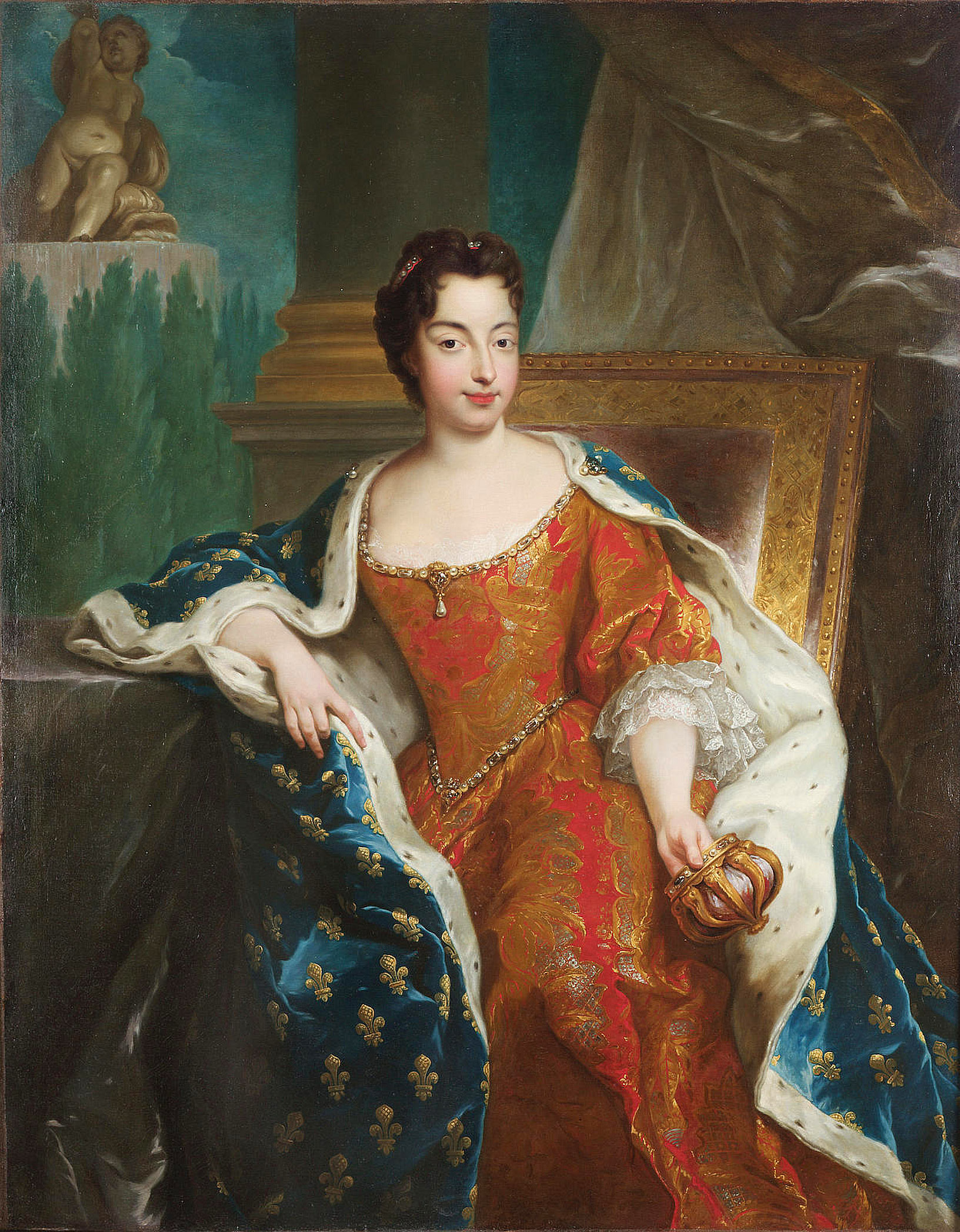
La duchessa Maria Anna Victoria di Baviera, Delfina di Francia, 1690